# El rock de una noche de verano
El rock de una noche de verano es el duodécimo álbum en la carrera del roquero español Miguel Ríos (n. 1944), publicado en 1983.
Fue presentado el día 2 de mayo de 1983 en la discoteca Pachá de Madrid. Fue grabado en estudios de grabación en Madrid y en Wolperath (Alemania), mientras que las programaciones de los sintetizadores se realizaron en Bruselas. Las mezclas se hicieron en los Estudios Electric Lady de Nueva York. Fue producido por Carlos Narea, Tato Gómez y Miguel Ríos.

## Lista de canciones
1) "El rock de una noche de verano" (4:23)
- Música de Tato Gómez, Carlos Narea y Miguel Ríos
- Letra de Miguel Ríos
- John Parsons: guitarra eléctrica; This van Leer: sintetizadores; Tato Gómez: bajo; Mario Argandoña: batería; Sergio Castillo: tom toms Simmons; Carlos Narea: pandereta.

2) "Retrato robot" (3:20)
- Música de John Parsons y Morris;
- Letra: Miguel Ríos y Joaquín Sabina)
- John Parsons: slide guitar, guitarra eléctrica y solo; This van Leer: sintetizadores; Ray Gómez: guitarra eléctrica; Tato Gómez: bajo; Mario Argandoña: batería; Sergio Castillo: percusión Simmons; Carlos Narea: pandereta y vocoder.

3) "En la frontera" (3:55)
- Música de Tato Gómez y Mario Argandoña; letra
- Letra de Miguel Ríos)
- John Parsons: guitarra eléctrica y solo; Ray Gómez: guitarra eléctrica; Tato Gómez: bajo y coros; Mario Argandoña: batería; Sergio Castillo: batería y coros; Carlos Narea: Coros.

4) "No estás sola" (3:40)
- Música de Rafael de Guillermo;
- Letra de Miguel Ríos
- John Parsons: guitarra eléctrica; Ray Gómez: guitarra eléctrica y solo; This van Leer: sintetizadores y piano; Tato Gómez: bajo; Mario Argandoña: batería; Sergio Castillo: percusión; Mark Rico Rivera: saxo

5) "Antinuclear" (3:35)
- Música de Tato Gómez, M. Van Baaren y B. Lipps;
- Letra de T. Hemper adaptado por Miguel Ríos y Ramoncín)
- John Parsons: guitarra eléctrica; Ray Gómez: guitarra eléctrica; Paco Palacios: Solo de guitarra; This van Leer: sintetizadores; Tato Gómez: bajo y coros; Mario Argandoña: batería; Sergio Castillo: percusión Simmons; Carlos Narea: Coros y segunda voz.

6) "Madrid 1983" (3:27)
- Música de Salvador Domínguez;
- Letra de Joaquín Sabina y Miguel Ríos)
- John Parsons: guitarra eléctrica; Burkhard Lipps: guitarra eléctrica y solo; Tato Gómez: bajo y coros; Mario Argandoña: batería y coros; Carlos Narea: Coros; Mark Rico Rivera: saxo

7) "Amor por computadora" (4:46)
- Música de Sergio Castillo;
- Letra de Miguel Ríos y Moncho Alpuente)
- John Parsons: guitarra eléctrica; Ray Gómez: guitarra eléctrica; This van Leer: sintetizadores; Tato Gómez: bajo y coros; Mario Argandoña: Coros; Sergio Castillo: batería y piano Casio; Mark Rico Rivera: saxo

8) "En la cola del milenio" (3:01)
- Música de Bryan Ferry
- Letra de Bryan Ferry adaptada por Roque Narvaja y Miguel Ríos)
- John Parsons: guitarra eléctrica; This van Leer: sintetizadores; Tato Gómez: bajo y synclavier; Mario Argandoña: batería; Carlos Narea: Oberheim OBX y Moog.

9) "No te derrotes" (4:07)
- Música de Rafael Guillermo;
- Letra de Miguel Ríos y Xaime Noguerol)
- John Parsons: guitarra eléctrica; This van Leer: sintetizadores; Tato Gómez: bajo; Mario Argandoña: batería; Sergio Castillo: batería

10) "La señal" (5:04)
- Música de Carlos Narea, Miguel Ríos, Tato Gómez, John Parsons, This van Leer y Sergio Castillo;
- Letra de Miguel Ríos, Xaime Noguerol y Tato Gómez.
- John Parsons: guitarra eléctrica; Paco Palacios: guitarra eléctrica; This van Leer: piano, flauta y Oberheim OBX; Tato Gómez: bajo y segunda voz; Mario Argandoña: percusión Simmons; Sergio Castillo: batería

- Datos: Q5790732